# Neke prelepe nedelje
Neke prelepe nedelje (japonsko 素晴らしき日曜日, Hepburn Subarashiki Nichiyōbi) je japonski romantično-dramski film iz leta 1947, ki ga je režiral Akira Kurosava in zanj napisal scenarij skupaj s Keinosukejem Uekuso. Posnet je v črno-beli tehniki, v glavnih vlogah nastopata Isao Numasaki in Čieko Nakakita. Zgodba prikazuje Juza (Numasaki) in njegovo zaročenko Masako (Nakakita), ki skupaj preživita nedeljo v Tokiu z le 35 jeni ter sanjata o skupnem življenju v lastnem stanovanju in odprtju kavarne za množice.
Film je bil premierno prikazan 25. junija 1947. Nastal je med ameriško okupacijo in prikazuje nekatere od težav povojnega Tokia. V opusu Kurosave je znan tudi po prebitju četrte stene oz. navidezne meje med igralci in občinstvom s strani Masako proti koncu filma. Nagrajen je bil z japonskima nagradama Mainiči za najboljšo režijo in scenarij.

## Vloge
- Čieko Nakakita kot Masako
- Isao Numasaki kot Juzo
- Midori Arijama kot Sono
- Masau Šikizu kot vodja plesne dvorane
- IČiro Sugai kot Jamija